# Anilios nigrescens
Anilios nigrescens är en ormart som beskrevs av Gray 1845. Anilios nigrescens ingår i släktet Anilios och familjen maskormar. Inga underarter finns listade i Catalogue of Life.
Denna orm förekommer i östra och sydöstra Australien. Den lever i regnskogar, i andra skogar och i klippiga områden med lite växtlighet. Anilios nigrescens gräver i lövskiktet och i det översta jordlagret. Den gömmer sig även under föremål. Födan utgörs av myror. Honor lägger ägg.
För beståndet är inga hot kända. Hela populationen anses vara stor. IUCN listar arten som livskraftig (LC).